# 三宅洋一郎 (音楽家)
三宅 洋一郎（みやけ よういちろう、1914年11月8日 - 1994年8月1日）は、日本の音楽家、ピアニスト、合唱指揮者、フェリス女学院短期大学名誉教授。
長年にわたり日本女声合唱団の指導にあたるとともに、フェリス女学院短期大学学長などを務めた。

## 人物
熊本県に生まれたが、間もなく神奈川県横浜市へ移った。東京音楽学校に学び、ケルン音楽大学へ留学した。1941年からフェリス女学院（戦時下では「横浜山手女学院」）で教鞭を執り、専門学校音楽科を開設する際には團伊玖磨とともに中心的な役割を果たし、戦後における短期大学音楽科への昇格でも中心となって、後の大学音楽学部への発展の基礎を築いた。
1969年には第18回横浜文化賞を受賞し、1978年には第27回神奈川文化賞を妻である三宅春恵とともに受賞した。
1994年8月1日、肺炎のため死去。
日本音楽コンクールのピアノ部門において「最も印象深い演奏をした者」に与えられる「三宅賞」は、三宅洋一郎の遺志にもとづくものである。